# Chesterhill, Ohio
Chesterhill là một làng thuộc quận Morgan, tiểu bang Ohio, Hoa Kỳ. Năm 2010, dân số của làng này là 289 người.

## Dân số
- Dân số năm 2000: 305 người.
- Dân số năm 2010: 289 người.